# Острова Дье-Груп
Острова Дье-Груп (фр. îles Deux Groupes) — группа из двух атоллов в центральной части архипелага Туамоту (Французская Полинезия). Административно входит в состав коммуны Хикуэру.

## География
Группа расположена примерно в 750 км к востоку от острова Таити и включает в себя атоллы:
| № | Остров   | Площадь, км² | Площадь лагуны, км² | Население, чел. (2007) | Плотность, чел./км² | Координаты                 |
| - | -------- | ------------ | ------------------- | ---------------------- | ------------------- | -------------------------- |
| 1 | Марокау  | 14,7         | 217                 | 99                     | 6,73                | 18°13′ ю. ш. 142°10′ з. д. |
| 2 | Равахере | 7            | 5,1                 | —                      | —                   | 18°15′ ю. ш. 142°10′ з. д. |
|   | Всего    | 21,7         | 222,1               | 99                     | 4,56                | 18°08′ ю. ш. 142°15′ з. д. |

Острова находятся на двухкилометровом расстоянии друг от друга.

## История
Группа открыта в 1768 году французским мореплавателем Луи Антуаном де Бугенвилем. В следующем году на островах побывал английский путешественник Джеймс Кук.
В 2007 году на островах проживало 99 человек. По переписи 2017 года население Дье-Груп составляет 96 человек.